# GV-stjärna
En GV-stjärna är en stjärna i huvudserien, av luminositetsklass V, med en massa av 0,84 till 1,15 M☉ och en yttemperatur på 5 300 till 6 000 K. Solen är en sådan stjärna. Gul dvärg är en äldre, något oegentlig benämning, med tanke på att 90% av stjärnorna i Vintergatan är svagare än dem.
Färgen hos GV-stjärnor kan skifta från orange över gult till vitt. GV-stjärnor ligger ungefär i mitten av det möjliga massintervallet för en stjärna, det vill säga på huvudserien eller under denna i HR-diagrammet.